# Theodor Heinrich Behrens
Theodor Heinrich Behrens (* 23. Januar 1842 in Büsum, Holstein; † 13. Januar 1905) war ein deutscher Chemiker und Hochschullehrer.

## Leben
Behrens studierte Physik und Chemie an der Christian-Albrechts-Universität zu Kiel, promovierte 1868 bei Gustav Karsten mit einer meteorologischen Arbeit und wurde dort 1871 Privatdozent. Er wurde 1874 als Professor für Mineralogie, Geologie und Bergbau an die Polytechnische Schule Delft berufen. Im folgenden Jahr heiratete er in Delft die spätere Schriftstellerin Anna Behrens, eine Tochter des Mediziners Carl Conrad Theodor Litzmann. Im Jahr 1898 wurde er in Delft Professor für Mikrochemie; er gilt als deren Begründer. Er war seit 1878 Mitglied der Königlich Niederländischen Akademie der Wissenschaften.
Nach seinem Tod entwickelte Nicolaas Schoorl (1872–1942) die von Behrens entwickelten Methoden weiter.

## Schriften
- Mikrochemische Methoden zur Mineral-Analyse.
- Beitrage zur mikrochemischen Analyse, Methoden und Reaktionen der einzelnen Elemente.